# Гуково (хутор, Ростовская область)
Гу́ково — хутор в Красносулинском районе Ростовской области.
Административный центр Гуково-Гнилушевского сельского поселения.

## География
Хутор Гуково находится в Красносулинском районе Ростовской области на реке Гнилуша. Расстояние от хутора до города Красный Сулин — 25 километров.
На хуторе имеются две улицы: Краснопартизанская и Степная.

## История
Датой основания хутора считается 13 июля 1802 года. Поселение было основано в глубокой впадине на берегу реки Гнилуши жителями станицы Гундоровской есаулом Герасимовым и сотником Гуковым в соответствии с указом Войсковой канцелярии от 13 июля 1802 года. Первыми из тех, кто заселил хутор, были казаки, которые получили свои земельные наделы за военную службу.
Слобода Гуковская упоминается в «Алфавитном списке населенных мест Войска Донского» за 1867 год. К середине XIX века казачья слобода Гуковская стала центром Гуковской волости. В ней насчитывалось 18 дворов и 114 жителей. Плодородные земли, залежи каменного угля, которые кое-где выходят на поверхность, песок и бурые глины, которые широко применялись для строительства, привлекали переселенцев из густонаселенных городов и станиц Области Войска Донского и из Центральной России.
К концу 80-х годов хутор Гуково-Гнилушинский (это было новое название хутора), насчитывал уже 89 дворов и 300 душ обоего пола. В июле 1885 года 12 хуторян казачьего сословия, «имевших в настоящем году право голоса», обращаются к архиепископу Донскому и Новочеркасскому Митрофану с просьбой разрешить построить в хуторе церковь во имя Николая Угодника. Храм был возведен достаточно быстро, так как для этих целей жителями хутора была закуплена старая деревянная церковь со всей церковной утварью в Екатеринославской губернии Славяно-сербском уезде в слободе Чернухиной. Новая церковь была освящена 1 марта 1888 года, её первым настоятелем стал Дмитрий Никольский. Спустя 90 лет церковь была реконструирована, став кирпичной. Обновленную церковь (престол в ней остался прежний ― деревянный) по приглашению отца Александра расписывал знаменитый московский художник ― Лев Николаевич Шархун.
Вскоре после открытия Николаевской церкви в хуторе была открыта церковно-приходская школа, учениками которой стали около 80 детей.
Основным занятием жителей хутора всегда было хлебопашество; под эти цели было отведено около 30 тысяч десятин земли. В хуторе также работали три ветряных мельницы, несколько торговых лавок.
В 1914 году — х. Гуково-Гнилушинский Новочеркасской станицы.
С приходом советской власти в январе 1920 года в хуторе Гуково был создан сельский Совет, который был назван Гуково-Гнилушанским. В его состав вошли хутора Гуково, Ивановка, Чуево, Марс. Здесь в феврале 1929 года был образован колхоз «Красный партизан», который стал одним из первых в Сулинском районе. Вначале в нём было всего семь дворов, а через год ― уже 180.
В тридцатые годы в хуторе были отстроены клуб, магазины, школа-семилетка. За хутором активно разрабатывали песчаный карьер, из которого по узкоколейной дороге доставляли песок на станцию Гуково. Позже здесь начал работать небольшой кирпичный завод, где обжигали посуду из глины, изготавливали кирпич. В 1939 году была введена в эксплуатацию первая шахта № 39, а в марте 1941 года заработала шахта № 3.
Во время Великой Отечественной войны хутор был занят вермахтом. При его освобождении погибли пять солдат 47-й гвардейской стрелковой дивизии. В их честь в центре хутора установлен памятник.
В начале XXI века через хутор проходит асфальтовая дорога. В центре отстроены Дом культуры с библиотекой, школа, административное здание с отделением связи, новые магазины. На окраине хутора функционирует крупная современная шахта «Алмазная».

## Население
| 2010 |
| ---- |
| 646  |

## Инфраструктура
В хуторе имеются: 4 моста, 311 частных подворья, 309 частных подсобных хозяйств, фельдшерско-акушерский пункт, средняя школа, библиотека, клуб, церковь Николая Чудотворца.